# Bernard This
Bernard This est un psychiatre et psychanalyste français, né le 14 avril 1928 à Longuyon (Meurthe-et-Moselle) et mort le 20 septembre 2016 à Paris.

## Biographie
Pendant ses études de médecine à l'université de Nancy, à partir de 1950, ses intérêts s’orientent déjà vers les sciences de l'humain : la psychoprophylaxie obstétricale, la maternité, la petite enfance, la psychanalyse, l’étymologie et la mythologie.       
À partir de 1953, il exerce à la Maternité de l’hôpital Foch (Suresnes, Hauts-de-Seine), dans le service du professeur Merger. Il y prépare des groupes de femmes enceintes à l’accouchement sans douleur. Il y reste 6 ans. Son insistance pour obtenir que les pères puissent assister à la naissance de leur enfant et la publication de son premier livre, La Psychanalyse, conduisent à la fin de son contrat avec cet hôpital.
Cette même année, il s’engage dans la psychanalyse avec le docteur André Berge, et il commence la formation de psychanalyste à la Société de psychanalyse de Paris (SPP) ; il quitte cet Institut pour poursuivre son travail clinique et de recherche avec Françoise Dolto dont il suit la consultation à l’hôpital Trousseau, et Jacques Lacan dont il suit le séminaire jusqu’en 1980.
En février 1954, il soutient sa thèse de médecine Sur une nouvelle orientation médicale : L’accouchement psychoprophylactique. Le président du jury est le professeur Kissel, professeur de clinique neurologique. 
1960 : Membre de la Société française de psychanalyse (S.F.P).
Cette même année, il est cofondateur du Centre Étienne-Marcel, avec le docteur Charles Brisset, Thérèse Tremblais et Madeleine Casanova.
1961 : Le Centre Étienne-Marcel s’installe au 37 rue Étienne-Marcel à Paris. Il en est le directeur de la Cure ambulatoire. L’accueil concerne les enfants de 6 à 20 ans, il y introduit une prise en charge des enfants dès la naissance, et même avant.
1964 : membre de l’École freudienne de Paris, où Jacques Lacan le nomme Analyste de l’Ecole (A.E.).
1969 : il participe, avec Judith Dupont et Madeleine Casanova, à la création de la revue psychanalytique Le Coq-Héron (éd. Jacques Dupont-Imprimeur Paris XXe, puis : éd. érès).
1970 : cofondateur avec Françoise Dolto, Pierre Benoit, Colette Langignon, Marie-Noëlle Rebois, Marie-Hélène Malandrin de la première Maison verte à Paris. Lieu d’accueil pour les très jeunes enfants accompagnés de leur famille. qui y rencontrent, en journée, des accompagnants, des psychanalystes et des psychologues. Ce concept s'est ensuite développé dans plusieurs autres villes en France et à l'étranger, avec la création de structures aux noms parfois distincts, tels La Maisonnée à Strasbourg ou les Maisons ouvertes à Bruxelles.
1974 : il est nommé Psychiatre sur titres et travaux.
1974-1975 : Fondation, avec Étienne Herbinet et Danielle Rapoport, du Groupe de recherches et d'études du nouveau-né (GRENN).  La publication des travaux des « Journées scientifiques » et des Réunions de travail donnent lieu à l’édition de 8 numéros : « Les cahiers du nouveau-né » : éd. : Stock. ; éd. érès. Le GRENN explore  de nombreuses méthodes d'accouchement, notamment la sophrologie, l'accouchement en piscine ou, surtout, l'haptonomie, qu'il a contribué à promouvoir en France dès 1980.
1980 : Haptonomie : création d’un groupe de travail en France, sous la direction de Frans Veldman.      
1981 : membre de l’École de la cause freudienne (A.M.E).

### Vie privée
Il était marié à Claude This, née Jacquemin. Ensemble, ils ont eu quatre enfants : Laurent (1954, +), Hervé (1955-), Bruno (1957-), Isabelle (1963-).

## Publications
1. Livres en nom propre
- 1960 : La Psychanalyse, Science de l’homme en devenir.  Casterman, Paris.
- 1972 : Naître, Aubier Montaigne, Paris (réédition 1977).
- 1977 : Naître et sourire, Aubier Montaigne, Paris.
- 1980 : Le père, acte de naissance, Le Seuil, Paris.
- 1982 : La Requête des enfants à naître, Le Seuil, Paris.
- 1994 : Neuf mois dans la vie d’un homme, Inter-Editions, Paris.
- 1996 : Le développement de la sécurité de base chez l’enfant. Z’édition, collectionTrames.
- 2005 : Tous jaloux ?, avec Hélène Sallez. Belin, Paris.
- 2007 : La Maison verte, Belin, Paris.
- 2011 : Déjà père avant la naissance. Rencontre entre un psychanalyste et un obstétricien, avec Raymond Belaiche, Belin.

2. Chapitres de livres
- 1962 : Qu’est-ce qu’on veut ?. In Max Nicet, Jean Vinchon, Bernard This, Drogues et tranquillisants, pp. 71-103. Casterman, Paris.
- 1963 : Qu’est-ce qu’on pense ?, In M. Clément, C. Clerc, P. Morvan, B. This. L’adoption, pp. 111-141. Casterman, Paris.
- 1979 : Les cahiers du nouveau-né ? Ouverture… et premier cri, Cahiers du nouveau-né : Naître et ensuite ?, Stock, Paris
- 1979 : De la liberté aquatique à l’enracinement végétal : premières ébauches du placenta. Cahiers du nouveau-né : Naître et ensuite, Stock, Paris, pp. 17-40.
- 1979 : Racines verbales, racines obstétricales du placenta. Cahiers du nouveau-né : Naître et ensuite, Stock, Paris, pp. 205-240.
- 1979 : Le père, le bain, le bambin, Cahiers du nouveau-né : Naître et ensuite ?
- 1980 : Cachez ce sein que je ne saurais boire !, Cahiers du nouveau-né : D’amour et de lait, Stock, Paris.
- 1980 : La femme horizontale. Cahiers du nouveau-né : Corps de mère, corps d’enfant, Stock, Paris.
- 1981 : Violence et naissance. In Danielle Rapoport, Françoise Dolto, Bernard This. Enfants en souffrance, pp. 111-135. Stock/Laurence Pernoud, Paris.
- 1985 : Abandon, adoption et mythologie. Cahiers du nouveau-né : Origines, Stock, Paris.
- 1989 : Le placenta humain médiateur, protecteur,  premier objet perdu ?, Cahiers du nouveau-né :  Délivrance ou le placenta dévoilé, Stock Paris.
- 2011 : L’Aube des sens en 2011, Erès, Paris.

3. Articles
1950-1960
- Psychologie de la femme enceinte et accouchement sans douleur. PUF, Paris, 1954.
- Communication au Congrès d’Amsterdam 1960. La Psychanalyse, vol. 7, PUF, Paris, 1960.
- Présence du père. Bulletin officiel de la Société internationale de psychoprophylaxie obstétricale (Les éditions de médecine pratique), juillet-septembre 1964.
- Intervention de Bernard This au XXIIe Congrès des psychanalystes de langues romanes, PUF, Paris, 1961.
- De la maternité et de la paternité. Congrès de la Société internationale de psychoprophylaxie obstétricale, 10 juillet 1962.
- L’enfant et son milieu. L’Age Nouveau,  janv-mars 1962.
- Rapport des stages de formation psychologique : le séminaire de formation, Actes du Colloque psychosociologique de Royaumont, pp. 15-17, déc 1962.
- Psychosomatique et maternité. La vie médicale,  pp. 705-113, mai 1964.
- Le père, la mère, la grossesse et l’accouchement. La Vie médicale, déc. 1965, pp.9-28.
- L’œuvre inachevée. Le Moïse de Michel-Ange. Psychologie de l’expression, 1966.
- Le mythe d’Alcmène. Introduction à la Psychopatologie Obstétricale. Réimprimé de Analgésie psychologique en obstétrique. Pergamon Press, Belfast (Irlande).

1970
- Inceste, adultère et écriture. Esprit, Le mythe aujourd’hui, pp.1-34, 1971.
- I miti del dolore nel crescente fertile. Les mythes de la douleur dans le croissant fertile. In Aggiornamenti in Obstetrica E Ginecologia, vol. IV, no 5-6, pp.144-149. Maggio-Guino 1971.
- Le beau à voir et la pulsion scopique. Expression et signe, vol 3, n° 3, pp. 161-167. sept 1973.
- La Naissance et après…, Actes du X° Congrès de la psychoprophylaxie obstétricale à Évian, juin 1974.
- Respirer. Bulletin de l’Association suisse des infirmières en HMP, pp. 23-30, Berne, 1974.
- Naître et sourire. Revue de médecine psychosomatique et de psychologie médicale, n°1, pp.105-120, Privat, Toulouse, 1976.
- L’archaïque. Études psychothérapiques,  n° 26, décembre 1976.
- Cantiques lacaniens de la sexuation (Lacan – L’amour), Le Coq-Héron, Jacques Dupont, Paris, n° 62  pp.3-57.
- Folie de l’Un et mythe obstétrical. Confrontations psychiatriques, n°16,1978 .
- Dédale – avant et après la mort d’Icare. Expression et signe (Ed. Claude Wiart, Études psychopathologiques), 1979.
- L’envie de parler, Congrès de la Cure Ambulatoire du Centre Étienne Marcel, 1979.
- Symptôme. Qu’est-ce qu’un symptôme ?, 1979 ?
- La Naissance.  Philosopher (eds. Robert Maggiori et Cristian Delacampagne), 1979.

1980
- Le colostrum et les épidémies d’entérocolite ulcéro-nécrosante dans les maternités. Gazette médicale de France,  no 32, 24 décembre 1980.
- Le « discours symbolique » chez l’enfant, Enfance, 33(4-5), p. 81, 1980.
- L’éducation de l’enfant… à la lumière de la psychanalyse. Gazette médicale de France, n°16, 25 avril 1980.
- Ferenczi, 1873-1933.  L’Âne,  le magazine freudien, Paris, 1981.
- Quelques points d’histoire de la psychanalyse : l’École de Budapest/sandor Ferenczi, Le Coq-Héron, 1982.
- Interview de Bernard This, L’Âne, le magazine freudien, Paris, 1983, pp. 16-17.
- L’haptonomie, 3e millénaire, CoEvolution, no 12, 1983.
- Jeux d’eau. Cahiers de l’UNAEDE Action éducative spécialisée. N° 99-100, 1984.
- Plötzlich…Schön und Schlank. Lysimaque (Cahiers de lectures freudiennes) : L’Acropole, no 3-4, pp. 82-101, mai 1984.
- Trieste !, Lysimaque (Cahiers de lectures freudiennes) : L’Acropole, no 3-4, pp. 216-224, mai 1984.
- Le sentiment océanique et l’haptonomie. Arts et fantasme, ChampVallon, Seyssel, 1984.
- La statue de la Liberté. Lysimaque (Cahiers de lectures freudiennes) : Liberté, jugement, psychose, langage, structure, no 10, pp. 9-40, mai 1984.
- Le Père et la Naissance. Colloque national des gynécologues et obstétriciens français. « Environnement de la naissance » (ed. G. Levy et M. Touraine). Paris, novembre 1985.
- Freud et Mélusine. Mythes et Sciences Humaines. Mythe et Psychanalyse. Société Lorraine de Psychologie. Cycle de Conférences, 1987-1988.
- Le père et la sécurité de base. Les Cahiers de l’IPC  « La mère et le maternel », no 5, pp. 33-54, mai 1987.
- Corps – Discours – Symptôme. Dires (Parole, corps, symptôme),Centre freudien de Montpellier n°5, pp. 37-53, janvier 1987.
- Souvenir d’un hypnotiseur. Le Coq-héron : Analystes ou mediums,   no 103, pp. 31-41, 1987.
- Le « S /a -  me dit » de Mélusine ». Samedit (ed. Daniel Cadieux), Rennes, juin 1988.
- D’où je viens ?, 1988.
- Jeux de mains, je deviens : des jeux pour rire & des gestes pour dire, par Marie-Cecile Rantet (préface) Le courrier du livre, 1998
- Françoise Dolto.  Lettre Mensuelle, n° 73, pp. 4-6. Les Presses COPEDITH, 4e trimestre 1988.
- La voix in utero. Lysimaque (Cahiers de lectures freudiennes) : La voix (Colloque d’Ivry), pp. 39-61, 1988.
- La voix in utero.  Actes du Colloque d’Ivry. Lysimaque, pp. 39-61, 23 janvier 1988.
- La Sécurité de Base Prénatale et Postnatale. École de Propédeutique à la Connaissance de l’Inconscient (ECPI), Conférence  du15 octobre 1989.
- Haptonomie et affectivité. Présence haptonomique, no 4, pp.112-128, 1989.

1990
- Pulsion de vie et Sécurité de Base. École de Propédeutique à la Connaissance de l’Inconscient (ECPI), Conférence,  1990.
- Nommer est un acte. La Voix, L’Écrit, L’Inscrit. Du Nom transmis au Prénom choisi. Rite de la Prénomisation. « Sigmund » Freud (entretiens avec Francine Beddock),  Trames : Comment t’appelles-tu ? Psychanalyse et Nomination, Nice, 1990.
- Le placenta. Introduction. Le placenta dans le monde animal. Spermatozoïde et placenta.
- De l’usage du placenta et des eaux amniotiques chez Françoise Dolto. Callimaque.
- Cordon s’il vous plaît. Le Coq-Héron n° 116, pp. 3-26, 1990.
- Des paroles gelées. Présence haptonomique. n° spécial, octobre 1990.
- Conférence à la Lacan America Clinique. Columbia Université, NY, USA,  20 avril 1991.
- Les familles mosaïques:maman, papa, mon beau-père, ma demi-sœur (préface), Nathan, 1991.
- Éducation et Liberté. L’enfant du possible. 1991.
- Question de /, Albin Michel Paris, n° 88, pp. 54-65. 1991.
- Le Sacrifice. Revue du centre freudien de Montpellier  DIRES, n° 11, pp. 23-61, octobre 1991.
- La main du père. Place du père : Violence et paternité. Journées d’études, janvier 1990.
- Des conditions de travail en structure d’accueil. Les Enfants : actes des journées européennes de la petite enfance. Mairie de Bordeaux, pp.23-44, octobre 1992.
- Correspondances entre Freud et Ferenczi. Journées Freud à l’Université de Nantes (eds. J. Clerget et M.P. Clerget), Champ,  Presses Universitaires de Lyon, 1992.
- Parler pour exister : créer des espaces de parole, par Claude Bizet (préface), Chronique sociale, 1993.
- Les correspondances de Sigmund Freud et leur relation à l’élaboration théorique de la Psychanalyse. Université de Nantes, pp. 49-86, juin 1993.
- Structure des récits mosaïques. Trames,  n°17, pp. 19-37, Actualité de la psychanalyse, Colloque 4-5, déc 1993.
- Ici et là. Actes du 2° Congrès d’haptonomie, Présence Haptonomique, n° 3, pp. 84-92,  1996.
- Flectere si nequeo Supero, Achernya movebo. Lysimaque (Cahiers de lectures freudiennes) : La transparence, n° 20, pp. 163-185, 1994.
- Naissance impossible, Enfances (Publication de l’I.U.F.M. de Nice), pp. 149-172,  1994-1995.
- L’Amour Parents-Enfants. L’Amour en Psychanalyse EPCI, pp. 5-11, Journées du 3 oct. 1995.
- Violence. Enfance II (Publ. de l’I.U.F.M./D.I.E.R.F. de Nice),  pp. 267-292, Séminaire 1995-96.
- Qui nous dira ce qui est « homme » ou ce qui est femme. La place des femmes (ed. Ephesia), La Découverte, pp. 283-285, 1995
- Sommes-nous tous des handicapés ?, Revue de l’HNRCAMSP,  n°4, pp. 147-156, 1996.
- Naître en 1997, Grossesse et naissance : le passage, Erès, pp. 13-24, 1997.
- Du placenta et des mythes concernant la sexuation. Trames, « Actualité de la psychanalyse : Le masculin », n°28, pp. 59-75. juin 1999.
- De vive-voix (préface),  Relier 1999.

2000
- Les vendanges du bébé, Naitre, érès, 2000.
- La vie prénatale affective. Présence haptonomique, pp.27-34, mars 2001.
- L’accueil de l’enfant. Polyphonie (Revue interdisciplinaire d’études et de recherche de l’U.F.T.S.) : Que sont les parents devenus ?, n° 3, pp. 56-65, décembre 2003.
- Entre les adultes et l’enfant. Enfances&Psy : Sexualité, n°17, Erès, 2001.
- Sexualité (avec J -C. Cebula et al.), Enfances&Psy, N° 17, pp. 5-104, 2001.
- Symptôme et Maison verte. Cahiers critiques de thérapie familiale : Autour de l’émotion,  n° n° 29, pp. 203-211, 2002.
- Maltraitance…et bien traitance . La Vérité (cachée) au fond du puits ?, Le bateau fantôme. L’enfance, Revue poétique n°7, pp.35-77, 2002.
- Fondation de villes : murailles et « sécurité de base ». Ferenczi le clinicien II, Le Coq-héron, n° 178, 2004.
- Vingt-cinq idées pour la protection de l’enfant, Spirale, n°36, pp. 143-155,  2005.
- Un « travail de deuil », sur le « travail de deuil », Le Coq-héron, n°182, pp. 182-186, 2005.

2010
- Transmissions. Le Coq-héron : Quelle transmission en psychanalyse,  n° 200, pp. 111-120, 2010.
- Première rencontre avec Frans Weldman. (mars 1978), Présence haptonomique, n° 9, ars 2011.
- Prologue, Le Coq-héron, pp. 11-12, 2012.
- Naissance d’un enfant et place du zéro, Le Coq-héron, pp. 13-25, 2012.
- Aux origines de la « naissance sans violence », Le nouveau-né, d’hier à aujourd’hui, Erès, Paris, pp. 117-124, 2013.
- Freud, les anguilles… et la bisexualité, Le Coq-héron, n° 215, pp. 131-136, 2013.
- Souvenir d’un hypnotiseur. À propos d’Hypnose et de psychanalyse. Le Coq-héron :  50 ans de tribune libre pour la psychanalyse, n° 238, pp. 64-78, 2019.
- Naitre et grandir...autrement (préface), Desclée de Brouwer, 2019.

Autres textes :
- Études de psychologie sexuelle tome VI, [L'état psychique pendant la grossesse La mère et l'enfant] / Havelock Ellis ; édition critique établie sous la direction du professeur Hesnard, etc. ; traduction par A. van Gennep ; préface et notes établies par les docteurs Françoise Dolto ; et Bernard This / Paris : Le Livre précieux , 1964
- Conférence La parole chez les Dogons, années 1970 ?
- L’accouchement sans douleur. Texte dactylographié sans référence, p.131-153, 1970
- Vouloir un enfant aujourd’hui, Table ronde : F. Dolto, B. This, Denis Vasse, Centre Catholique des médecins français, 1974.
- Du Double et de la Folie.  pp.1-43, 1977.
- Double sens et lapsus. pp. 1-47,  1977.
- La fonction paternelle, Forum naissance,  déc. 1983.
- L’université prénatale ? Ou la préparation intra-utérine pour l’enfant à naître. New horizons for learning, vol n°4, 1984.
- Cartel sur l’Acropole. René Lew – Bernard This – Claude This.Table ronde, Metz, nov. 1986.
- Note de lecture à propos du livre de Ph. Sollers et Benoît Chantre « La divine Comédie », Desclée Brouwer, 2000.
- Le Mythe de Narcisse. (25 pages dactylographiées), sans référence.
- Peau d’Ane, poème sumérien ?. Texte dactylographié sans référence, 24 p.
- La castration et l’interdit de l’inceste. Texte dactylographié sans référence, 40 p.
- La bombe atomique. Texte dactylographié sans référence,   44 p.
- De l’initiation au rite de passage. Séminaire, texte dactylographié 50 p., années 1970-1980 ?
- L’ancien testament.  pp. 1-27.
- Le mystère chrétien,  pp. 97-128.
- Père Repère. Le placenta divin, pp. 1-15.
- David et Bethsabée, texte dactylographié,  pp.1-35.
- Exposé fait à la Société de psychoprophylaxie obstétricale. Texte dactylographié, sans date.
- Touchant Férencsi. Texte dactylographié, sans date.
- Correspondance Freud Férenczi,  Texte dactylographié, sans date. 4p.
- Contact. Texte dactylographié, sans date.
- Réponse à Pierre Benoit sur l’effet placebo. Texte dactylographié, 64 p., sans date.
- Transferts ou naissance de la lettre(dans la gueule du dragon)
- Racisme et biologie, l’eugénisme. Manuscrit, 131 p., 1984.
- Réponse du docteur Bernard This au questionnaire adressé par Maurice Godelier au nom du ministère d’État de la Recherche et de la Technologie : à propos de la vie fœtale (?). 7p., sans date.
- Une histoire d’amour/ La statue de la Liberté – A. Bartholdi, sans date.